# Flores Costa Cuca
Flores Costa Cuca é uma cidade da Guatemala do departamento de Quetzaltenango.